# Roberto Felice Bigliardo
Roberto Felice Bigliardo (Pomigliano d'Arco, 29 gennaio 1952 – Ponza, 19 giugno 2006) è stato un politico italiano.
Ha ricoperto la carica di dirigente del Movimento Sociale Italiano, ed è stato eurodeputato della Fiamma Tricolore e di Alleanza Nazionale.

## Biografia
(Roberto Bigliardo)
Insegnante di materie tecniche, è sempre vissuto ad Acerra. È stato per la prima volta eletto consigliere comunale nel 1973 per il MSI, incarico che ha ricoperto fino al 1984. Nel 1995 segue Pino Rauti nel Movimento Sociale Fiamma Tricolore, di cui divenne anche vicesegretario nazionale. Nel 1999 fu eletto al parlamento europeo per il MS-FT nella circoscrizione Sud, ricoprendo la carica di membro della commissione per i problemi economici e monetari e membro della delegazione per le relazioni con il Canada. Aderì nel 2001 ad Alleanza Nazionale e divenne componente della direzione nazionale. Passò al  Gruppo "Unione per l'Europa delle nazioni" e restò al parlamento europeo fino al 2004.
Nel 2004 fu candidato alla carica di Sindaco di Acerra, divenendo capogruppo di AN in consiglio comunale fino alla data della sua improvvisa scomparsa, il 19 giugno del 2006. Si occupava anche di giornalismo e aveva fondato e diretto il quindicinale Sei e ventidue. Di lui si ricordano le battaglie a favore del territorio contro la locazione del polo conciario all'inizio degli anni ottanta e contro l'inceneritore negli anni precedenti la sua morte.
Da sempre simbolo della destra di Acerra, in occasione del suo secondo anno di commemorazione (19 giugno 2008), gli viene intitolato il circolo territoriale di Azione Giovani. Lo stesso giorno l'amministrazione comunale della città di Acerra gli intitola una strada del quartiere residenziale Spiniello.
Sua la citazione in capo alla sezione. Essa campeggiava sui manifesti di presentazione della lista di AN che, correndo da sola, lo candidava a sindaco di Acerra nel 2004.